# Université de Tenri
L'Université de Tenri (天理大学, Tenri Daigaku) est une université privée située à Tenri, dans la préfecture de Nara ; elle fait partie du courant missionnaire du nouveau mouvement religieux Tenrikyō. Elle a été fondée en février 1925 en tant qu’École des langues étrangères de Tenri (天理外国語専門学校, Tenri Gaikokugo Senmon Gakkō). Mixte, elle avait alors 104 étudiants ; son statut d’université date d'avril 1949.

## Histoire

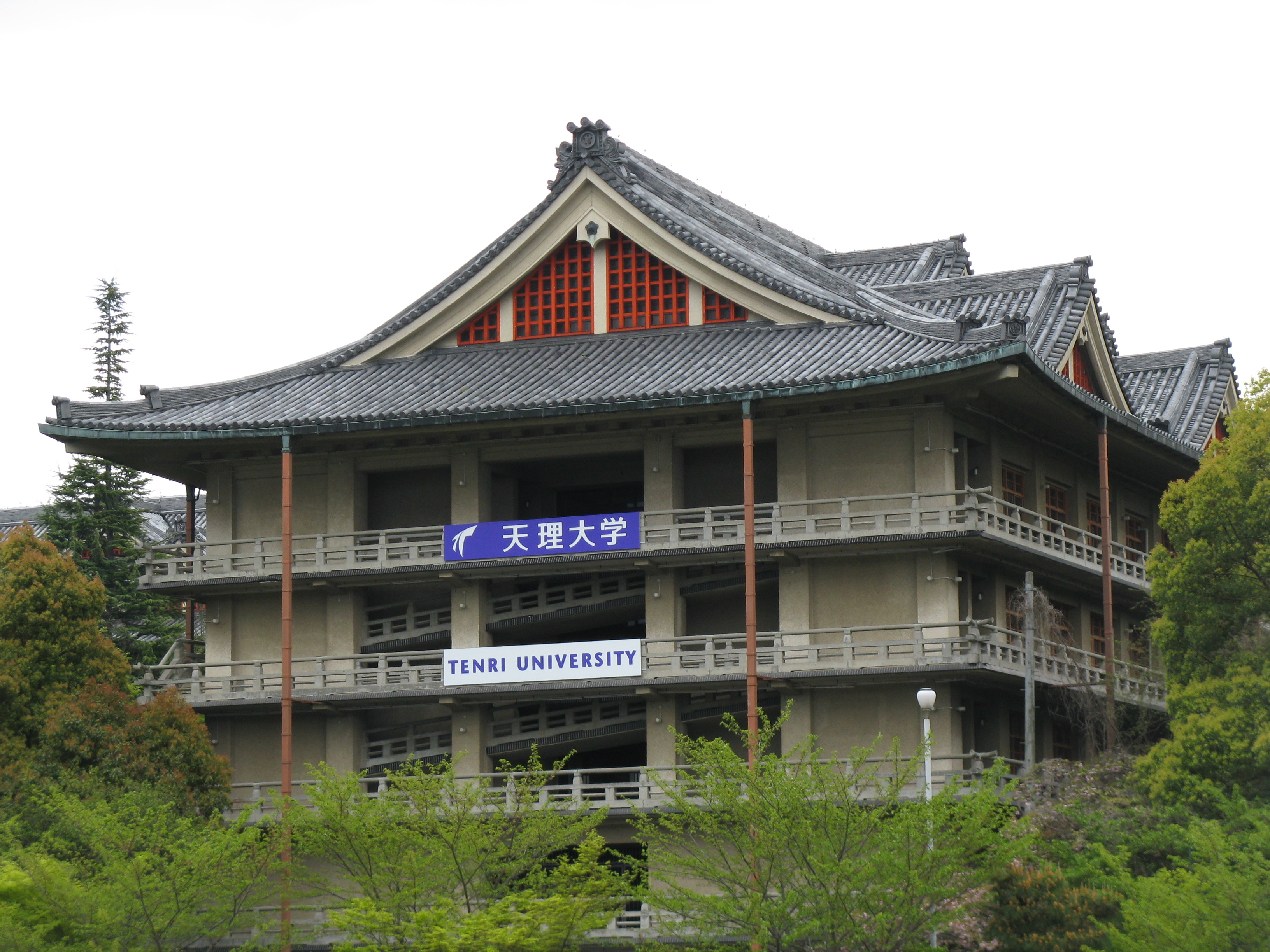
Bâtiment de l'Université de Tenri.

### Contexte de la fondation
Le Collège des langues étrang7res de Tenri, le prédécesseur de l'Université de Tenri, a été fondé par l'Association des jeunes hommes de Tenrikyo (une subdivision du siège de l'église de Tenrikyo) sous la direction du deuxième shinbashira, Nakayama Shozen. Le collège a été fondé pour éduquer les adhérents de Tenrikyo qui s'engageaient dans le travail missionnaire à l'étranger. Au moment de sa création en 1925, c'était la seule école privée de langues étrangères au Japon.
En 1928, à la suite de la loi sur les écoles techniques, le Collège est divisé en deux écoles - le Collège des langues étrangeres de Tenri et l’Académie féminine de Tenri. En 1944, le Collège est réorganisé et renommé Collège des langues de Tenri. En 1947, il absorbe l’Académie féminine de Tenri, qui elle-même avait été rebaptisée Collège technique pour les femmes de Tenri

### Établissement
En 1949, l'Université de Tenri est instituée en tant que collège de quatre ans. Lors de sa fondation, l'université n'a qu'une seule faculté, la Faculté des sciences humaines. En 1959, des facultés de langues étrangères et d'éducation physique sont ajoutées. Dans les années 1970, l'université développe une solide réputation au Japon pour l'étude des langues étrangères et le judo. En 1992, l'université est réorganisée en quatre facultés, qui subsistent aujourd'hui - études humaines, lettres, études internationales et études sur la santé / le sport.
Au XXIe siècle, l'Université de Tenri ajoute des programmes d'études supérieures - l'École supérieure d'études cliniques en 2004, l'École supérieure de conditionnement physique en 2015 et l'École supérieure d'étude de la religion en 2017. L'université organise un programme d'études japonaises pour les étudiants internationaux et participe à des programmes d'échanges culturels avec d'autres universités.

## Structure et institutions associées
L'université de Tenri fait partie du complexe oyasato-yakata, un carré de près d'un kilomètre de long qui abrite également un séminaire, des écoles publiques, des conférences de Tenrikyo et l'hôpital de Tenri.
L'université de Tenri gère la bibliothèque centrale de Tenri, ainsi que le musée Sankōkan.

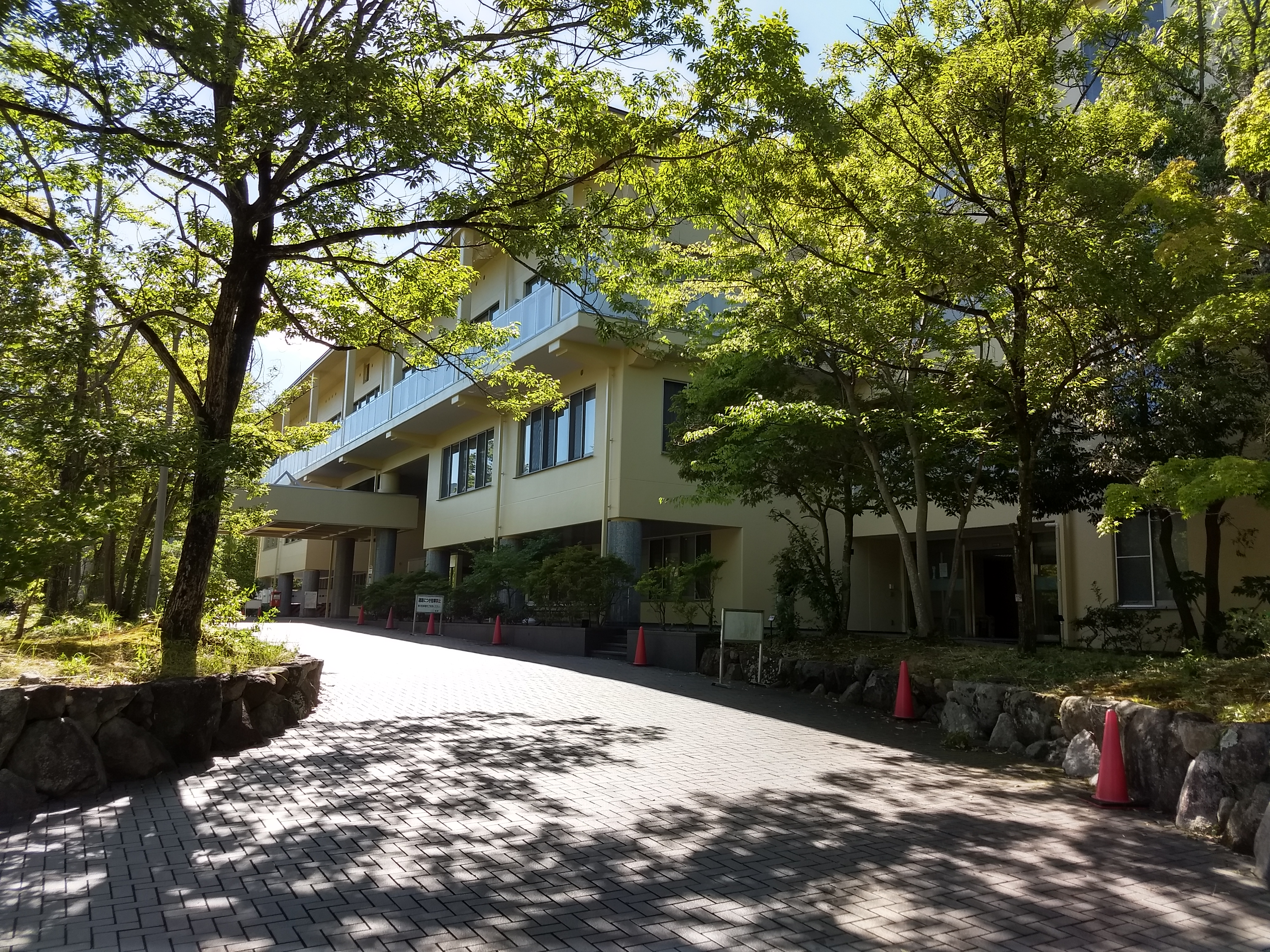
L'Institut Oyasato pour l'étude de la religion, la branche de recherche de l'Université Tenri.

## Anciens étudiants et professeurs célèbres
- Anton Geesink, jūdōka néerlandais 10e dan et médaillé d'or olympique, a étudié à l'Université Tenri en 1961[5]
- Shunpei Mizuno, auteur, diplômé en 1990 avec une spécialisation en coréen[6]
- Shinichi Shinohara, jūdōka champion du monde et médaillé d'argent olympique[7]
- Tadahiro Nomura, champion du monde et triple médaillé d'or olympique de judo
- Shohei Ōno, triple champion du monde et double médaillé d'or olympique en judo
- Jōshirō Maruyama, champion du monde et médaillé d'or aux Jeux asiatiques de judo